# Torsås
Torsås este un oraș în Suedia.

## Demografie
| \| Evoluția demografică a zonei urbane Torsås, 1970–2015 \| Evoluția demografică a zonei urbane Torsås, 1970–2015 \| Evoluția demografică a zonei urbane Torsås, 1970–2015 \| Evoluția demografică a zonei urbane Torsås, 1970–2015 \| Evoluția demografică a zonei urbane Torsås, 1970–2015 \| \| --------------------------------------------------------------------------------------- \| ----------------------------------------------------- \| ----------------------------------------------------- \| ----------------------------------------------------- \| ----------------------------------------------------- \| \| An \| \| \| Locuitori \| \| \| 1970 \| 1970 \| \| 1.289 \| 1.289 \| \| 1975 \| 1975 \| \| 1.495 \| 1.495 \| \| 1980 \| 1980 \| \| 1.781 \| 1.781 \| \| 1990 \| 1990 \| \| 1.896 \| 1.896 \| \| 1995 \| 1995 \| \| 1.975 \| 1.975 \| \| 2000 \| 2000 \| \| 1.900 \| 1.900 \| \| 2005 \| 2005 \| \| 1.829 \| 1.829 \| \| 2010 \| 2010 \| \| 1.848 \| 1.848 \| \| 2015 \| 2015 \| \| 2.000 \| 2.000 \| \| Sursa: SCB - Statistika Centralbyrån, Folkmängden per tätort. Vart femte år 1960 - 2016 \| \| \| \| \| |      |  |           |       |
| Evoluția demografică a zonei urbane Torsås, 1970–2015 |      |  |           |       |
| An |      |  | Locuitori |       |
| 1970 | 1970 |  | 1.289     | 1.289 |
| 1975 | 1975 |  | 1.495     | 1.495 |
| 1980 | 1980 |  | 1.781     | 1.781 |
| 1990 | 1990 |  | 1.896     | 1.896 |
| 1995 | 1995 |  | 1.975     | 1.975 |
| 2000 | 2000 |  | 1.900     | 1.900 |
| 2005 | 2005 |  | 1.829     | 1.829 |
| 2010 | 2010 |  | 1.848     | 1.848 |
| 2015 | 2015 |  | 2.000     | 2.000 |
| Sursa: SCB - Statistika Centralbyrån, Folkmängden per tätort. Vart femte år 1960 - 2016 |      |  |           |       |